# تراكتاون
تراكتاون (بالإنجليزية: Tracktown)‏ هو فيلم رياضة بلوغ درامي أمريكي تم إنتاجه في سنة 2017 وهو من إخراج وتأليف وبطولة العدائة أليكسي باباس مع راشيل دراتش وأندي باكلي ونيك سيموندس، تتكلم قصة الفيلم عن عن حياة عدائة ألعاب قوى بين ضغوط التدريب والمنافسة، تتعرف لاحقا على شاب يعمل في فرن وتحاول من خلاله إبعاد نفسها عن الضغوطات. حصل هذا الفيلم على تقييم 71% في موقع الطماطم الفاسدة وقد أشاد النقاد بأداء ألكسي باباس وبكونها ممثلة واعدة.

## وصلات خارجية
- تراكتاون على موقع IMDb (الإنجليزية)
- تراكتاون على موقع ميتاكريتيك (الإنجليزية)
- تراكتاون على موقع روتن توميتوز (الإنجليزية)
- تراكتاون على موقع قاعدة بيانات الفيلم (الإنجليزية)
- تراكتاون على موقع ليتربوكسد (الإنجليزية)
- تراكتاون على موقع كينوبويسك (الروسية)

- الموقع الرسمي
- تراكتاون على قاعدة بيانات الأفلام على الإنترنت